# Залізняк Дмитро Олександрович
Дмитро Олександрович Залізняк (нар. 8 вересня 1925, хутір Залізняки, Комишнянський район, тепер Миргородський район, Полтавська область) — пом. 26 вересня 1963, хутір Залізняки) — український радянський поет, сатирик, гуморист.

## Життєпис
Народився 8 вересня 1925 року на хуторі Залізняки Клюшниківської сільради Комишнянського (тепер Миргородського) району в селянській сім'ї.
Навчався у Комишнянській середній школі. З початком радянсько-німецької війни і гітлерівської окупації його батько пішов у партизанський загін, що виник у навколишніх лісах, за що Дмитро та його матір постійно зазнавали переслідуваннь.
На початку 1942 р. німці схопили Дмитрового батька і розстріляли. Того ж року матір забрали на невільницькі примусові роботи в Німеччину. У вересні 1943 вісімнадцятирічний Д.Залізняк потрапляє на фронт. У вересні 1944 р. отримав важке поранення і контузію, втратив зір, слух, руку. після тривалого госпітального лікування зір і частково слух повернулися.
У 1948 р. Дмитро Залізняк вступив до Комуністичної партії. З 1947 до 1949 – завідувач ферми Клюшниківського колгоспу «Другий більшовицький засів». Потім п'ять років навчання в Полтавському сільськогосподарському інституті, де 1954 року здобуває звання вченого зоотехніка. Працював зоотехніком у Лохвицькій МТС.
Стан здоров'я різко гіршає, і Дмитро Залізняк перебуває на пенсії (інвалід Вітчизняної війни другої групи). Згодом завідує сільською бібліотекою в рідній Клюшниківці. З весни 1960 року працює в комишнянській районній газеті «Колгоспне слово» (1960-1962). З 1962 – інструктором райкому партії: спочатку в Комишні, а пізніше (й до останнього дня свого життя) – в Миргороді.
Загинув 26 вересня 1963 року. Похований у рідних Залізняках.

## Творчість
1957 року в комишнянській районній газеті вперше побачили світ його ліричні поезії та гумористичні «усмішки». Згодом сатиричні мініатюри, байки, віршовані приказки друкувалися в районній, обласних та республіканських виданнях, серед них «Молодь України», журнали «Дніпро», «Перець».
Поет подавав добрі надії. М.Рильський писав Д.Залізняку: «У Вас хороше відчуття життя, таке потрібне для поезії». 
Ф.Роговий: "Важко встановити, коли було написано першу поетичну строфу чи гумореску. Але можна впевнено твердити: все своє свідоме життя Дмитро Залізняк не розлучався ні на мить з творчими намірами в художній літературі, готував себе до великого твору. Тому пильно вдивлявся в життя, слухав його серцем, занотовував безліч спостережень, подій, фактів, записував влучні вирази й окремі слова, читав, розмірковував. Десь у дорозі, на ходу, в автобусі, на мотоциклі чи на підводі тулив рядок до рядка, «припасовував, підгонив», аби з гарного вилущити краще, досягти успіху, а там і художньої майстерності. Працюючи в газеті, багато писав і друкував лірики – трудової, громадянської: про дівчину доярку, про потомственого тракториста, про молодість, про свої сподівання. І все виходило по-своєму – свіжо, щиро й безпосередньо.
І в інтонаціях, і в ритмі, і в доборі лексики та засобів вираження відчувається авторова натура: тепло його тривожно справедливої душі, невпокійливого серця. За крутою долею не встиглося талантові розквітнути, але в гуморі й сатирі Дмитро Залізняк зажив помітних творчих удач. Його твори друкують журнали «Дніпро», «Перець», інші видання. Їх часто читають зі сцени, передають по радіо. Молодому авторові багато допомагали письменники Дмитро Білоус, Олександр Ковінька, Олесь Юренко, з якими він активно спілкувався".
Українська поетка Світлана-Майя Залізняк є племінницею Дмитра Олександровича.

## Твори Дмитра Залізняка[1]
- «В одному тоні»
- «Роман Вертячка, жива болячка»
- «Принцип осла» збірка «Самодіяльний театр», Харківське книжкове видавництво,1960, тираж 5300
- «Ескадрон об'їждчиків» журнал «Дніпро» 1960р.
- «Крохобори» журнал «Перець», №22 за 1960р.